# Syrische Turkmenen
De Syrische Turkmenen, Syrische Turken, of Syrische Turkomannen zijn een Turkse bevolkingsgroep in Syrië.
De Turkomannen van Syrië wonen met name in de steden Latakia, Aleppo, Homs en Hama in de Golanhoogvlakte. Er bestaan geen officiële bevolkingscijfers. Hun aantal wordt geschat tussen de 500.000 en 3,5 miljoen. Andere bronnen spreken van 200.000. 1,5 miljoen Syrische Turkmenen zouden het Turks nog als moedertaal spreken. Dit ondanks het assimilatiebeleid vanuit de Arabische regering waaronder minderheden zoals Turkmenen en Koerden in Syrië sinds de Eerste Wereldoorlog gebukt gaan.
Turkmenen wonen al in dit gebied sinds de Seltsjoekse tijd. De Syrische Turkmenen moeten niet worden verward met de Turkmenen uit Centraal- en Voor-Azië, met name Turkmenistan. Dit volk is weliswaar een Turks volk, maar niet etnisch verwant.

## Syrische Burgeroorlog
In de Syrische Burgeroorlog bevonden de Syrische Turkomannen zich in een moeilijke situatie: Er werd strijd tegen hen geleverd door Islamitische Staat, de regeringstroepen van president Assad en de Syrisch-Koerdische PYD. Er zijn samenwerkingsverbanden met het Vrij Syrisch Leger. Turkije levert humanitaire hulp aan de Turkomannen.
Op 24 november 2015 schoten Turkse F-16's een Russisch SU-24 gevechtsvliegtuig neer boven Turks grondgebied. Volgens sommige bronnen uit vergelding voor bombardementen op Syrische Turkmenen door Rusland. De twee piloten brachten zichzelf in veiligheid met hun schietstoel. Een van hen zou alsnog zijn doodgeschoten. Ook een militair die deel uitmaakte van een reddingsteam zou zijn omgekomen.